# Магнитодиэлектрик
Магнитодиэлектрик — это композиционный магнитный материал, состоящий из смеси ферромагнитного металлического или ферритового порошка и диэлектрической матрицы (такой как бакелит, полистирол, резина, тальк, смолы, жидкое стекло, легкоплавкая стеклоэмаль и другие). Эти материалы характеризуются высоким электрическим сопротивлением, которое зависит от количества и типа используемой связки. Магнитодиэлектрики могут быть как магнитомягкими, так и магнитотвердыми. Магнитомягкие материалы обычно изготавливают из порошков карбонильного железа (для частот до 100 МГц), альсифера (до 0.7 МГц) или молибденового пермаллоя (до 0.3 МГц), благодаря чему достигаются малые потери на вихревые токи и магнитный гистерезис, обеспечивая высокую стабильность магнитной проницаемости. Это достигается благодаря внутреннему размагничивающему полю, которое возникает в материале и зависит от доли диэлектрического наполнителя.
Магнитотвердые магнитодиэлектрики производятся из порошков сплавов ални (Fe—Ni—Al—Cu) и алнико (Fe—Ni—Al—Co), а также магнитотвердых ферритов. Они обладают меньшими величинамми коэрцитивной силы и остаточной индукции по сравнению с массивными магнитными материалами, что делает их привлекательными для использования благодаря возможности формования и последующей обработки сложных форм.
Эти материалы находят применение в производстве постоянных магнитов для измерительных приборов, сердечников для индуктивных элементов в фильтрах, многозвенных линиях задержки и многоканальной проводной связи, а также в различной радиоэлектронной аппаратуре, где требуется высокая стабильность и надёжность.